# Kyrtolitha pantophrica
Kyrtolitha pantophrica är en fjärilsart som beskrevs av Louis Beethoven Prout 1937. Kyrtolitha pantophrica ingår i släktet Kyrtolitha och familjen mätare. Inga underarter finns listade i Catalogue of Life.